# Rune legate

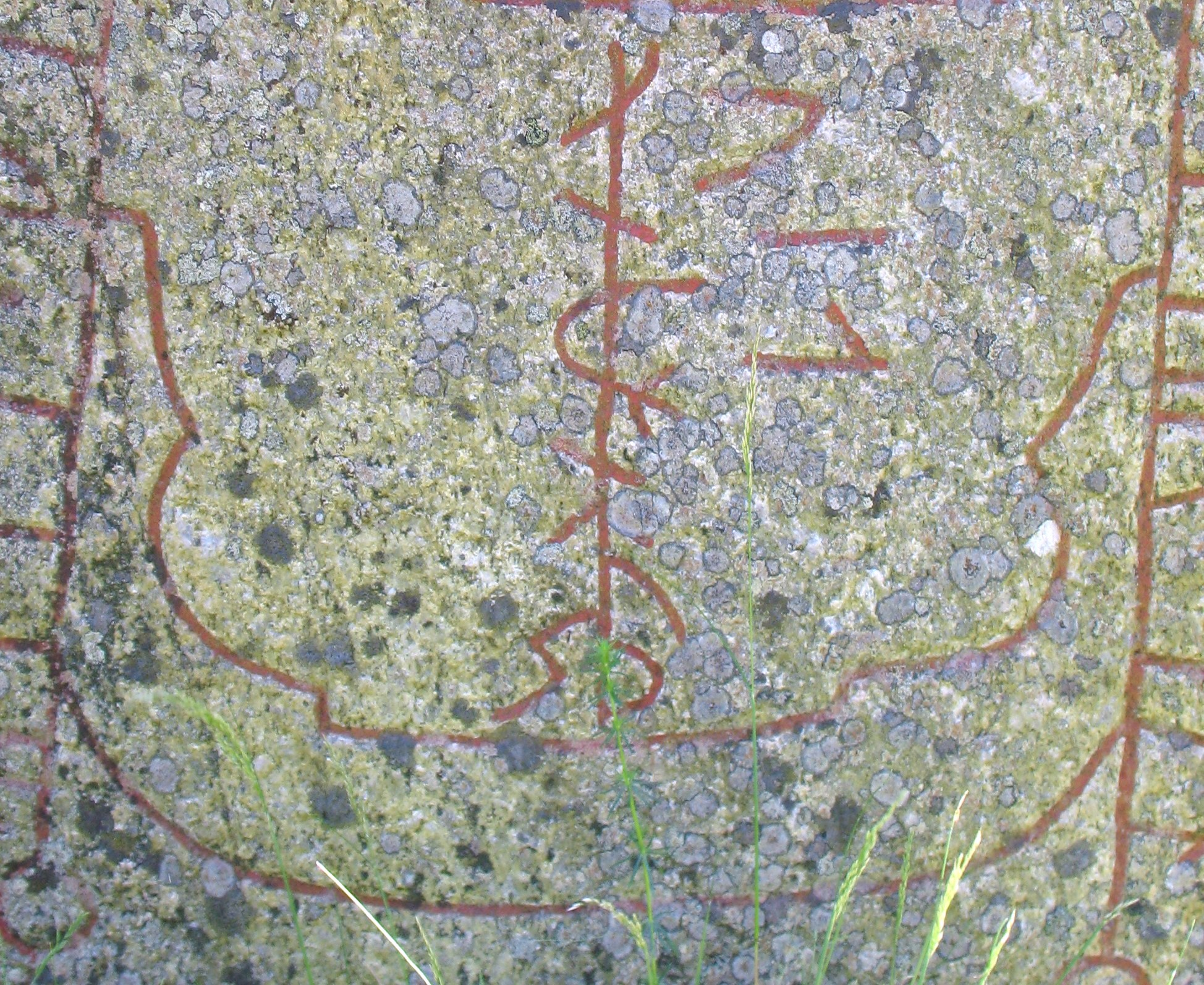
Barca il cui albero è formato dalle rune legate þ=r=u=t=a=ʀ= =þ=i=a=k=n, sulla pietra runica Sö 158 ad Ärsta (Södermanland): le rune legate indicano che il defunto era un potente thegn.

Le rune legate sono legature di due o più rune; sono estremamente rare nelle iscrizioni dell'epoca vichinga, ma comuni in quelle precedenti e successive a tale epoca.
In alcuni nomi sulle pietre runiche, come nel nome dell'erilaz, le rune legate potrebbero essere state scolpite come ornamento per evidenziarli.

## Descrizione
Vi sono due tipi di rune legate. Le rune legate normali sono formate da due (o raramente tre) rune adiacenti unite insieme a formare un unico glifo congiunto, solitamente con la condivisione di un tratto verticale (vedi l'esempio del nome Hadda più sotto). Un altro tipo di runa legata, comune nelle iscrizioni runiche scandinave ma totalmente assente in quelle anglosassoni in alfabeto Fuþorc, è formato da diverse rune scritte in sequenza lungo una linea comune (come nel þ=r=u=t=a=ʀ= =þ=i=a=k=n mostrato sopra); in questo caso la lunga linea della runa legata può essere incorporata in un'immagine sulla pietra, ad esempio come albero di una nave sulle pietre Sö 158 ad Ärsta e Sö 352 a Linga (in Södermanland), o come onde sotto una nave sulla pietra DR 220 a Sønder Kirkeby (5 km a est di Nykøbing Falster, in Danimarca).

## Esempi

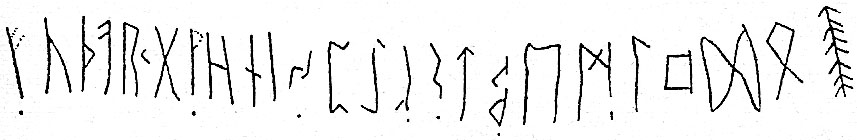
L'iscrizione sulla pietra runica di Kylver con la tiwaz multipla alla fine.

### Fuþark antico
Esempi trovati in iscrizioni in Fuþark antico includono:
- rune tiwaz impilate in serie: pietra runica di Kylver, Seeland-II-C;
- rune gebo legate a vocali: Kragehul I.

### Fuþorc
Le rune legate non sono molto comuni nelle iscrizioni in Fuþorc, ma possono capitare doppie legature ed in rari casi triple. Ecco alcuni esempi di rune legate identificate in iscrizioni runiche anglosassoni:

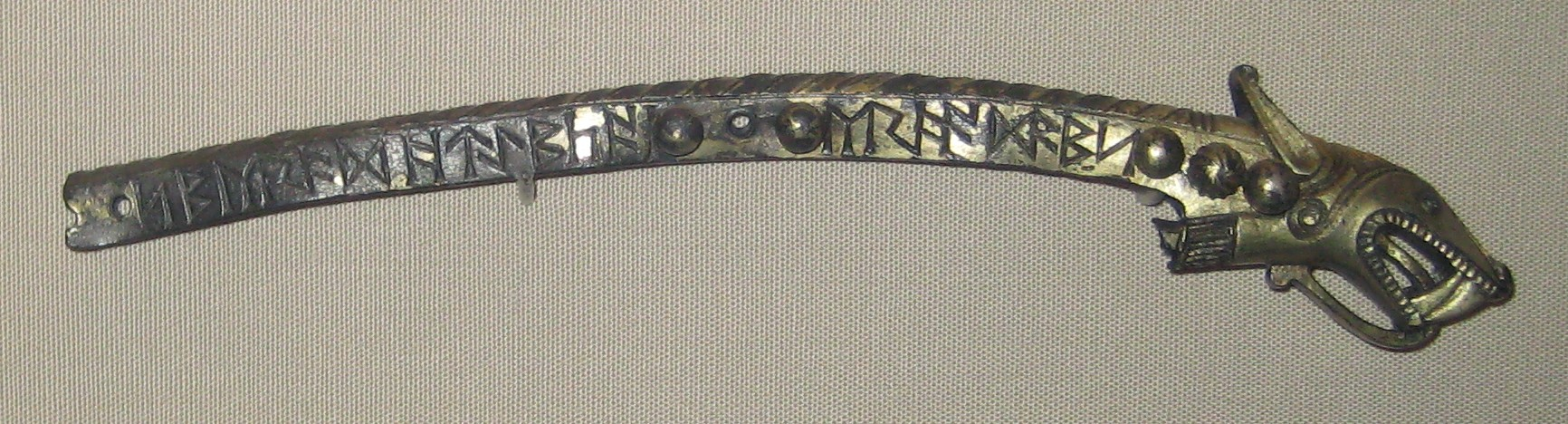
Iscrizione runica in cui si riconoscono le legature e͡r, h͡a e d͡æ.

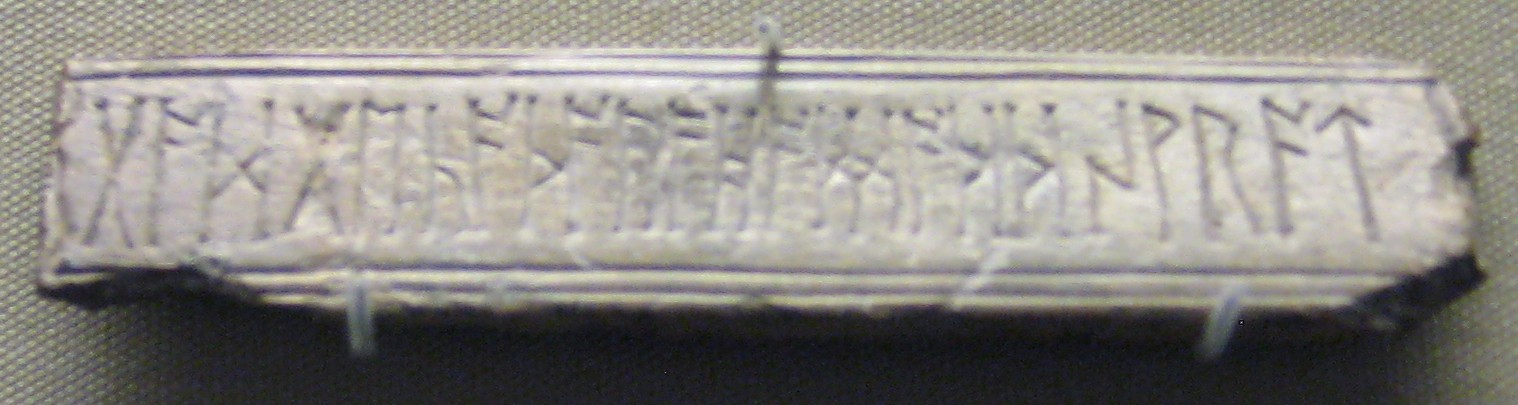
La "placca d'osso del Derbyshire", che mostra il nome Hadda con una doppia ᛞ legata.

- La parola gebiddaþ è scritta con una doppia ᛞ legata (d͡d) sulla pietra runica Thornhill III;
- Il nome Hadda è scritto con una doppia ᛞ legata (d͡d) sulla placca d'osso del Derbyshire;
- La parola broþer è scritta con una ᛖ e una ᚱ legate (e͡r) su alcune styca (monete di rame) della Northumbria;
- La parola latina meus è scritta come mæus con una ᛗ e una ᚫ legate (m͡æ) sul pettine di Whitby;
- La frase [h]ring ic hatt[æ] ("anello mi chiamo") è scritta con una ᚻ e una ᚪ legate (h͡a) sull'anello di Wheatley Hill;
- I nomi degli evangelisti Mat(t)[h](eus) e Marcus sono scritti entrambi con le rune ᛗ e ᚪ legate (m͡a) sulla bara di San Cutberto;
- Il nome Dering potrebbe essere stato scritto con una tripla legatura (ᛞᛖᚱ, der) sulla pietra runica Thornhill III, sebbene questa lettura sia incerta;
- La parola sefa è scritta con una ᚠ e una ᚪ legate (f͡a) sul lato destro dello scrigno di Auzon;
- Le legature ᛖᚱ (e͡r), ᚻᚪ (h͡a) e ᛞᚫ (d͡æ) compaiono su un'iscrizione runica su un manufatto d'argento al British Museum;
- La parola gægogæ sul bratteato di Undley è scritta con le legature ᚷᚫ (g͡æ) e ᚷᚩ (g͡o);
- La legatura ᚾᛏ (n͡t) compare nella parola glæstæpontol su un'iscrizione su un anello d'argento trovato a Bramham Moor (West Yorkshire).

## Usi recenti
Il logo del Bluetooth combina insieme a formare una runa legata le rune che corrispondono alle lettere h e b dell'alfabeto latino, ovvero la haglaz (, ᚼ) e la berkanan (, ᛒ).

## Galleria d'immagini

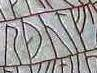
Le rune a e þ legate sulla pietra runica di Rök.
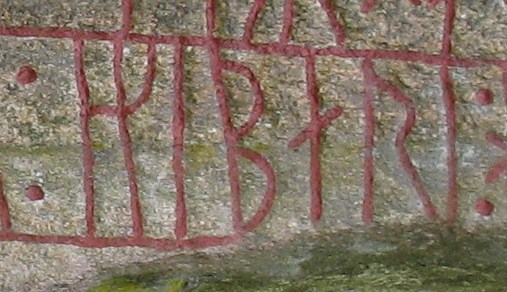
Le rune s e k legate nella parola norrena skipari ("marinaio") sulla pietra runica di Tuna in Småland.
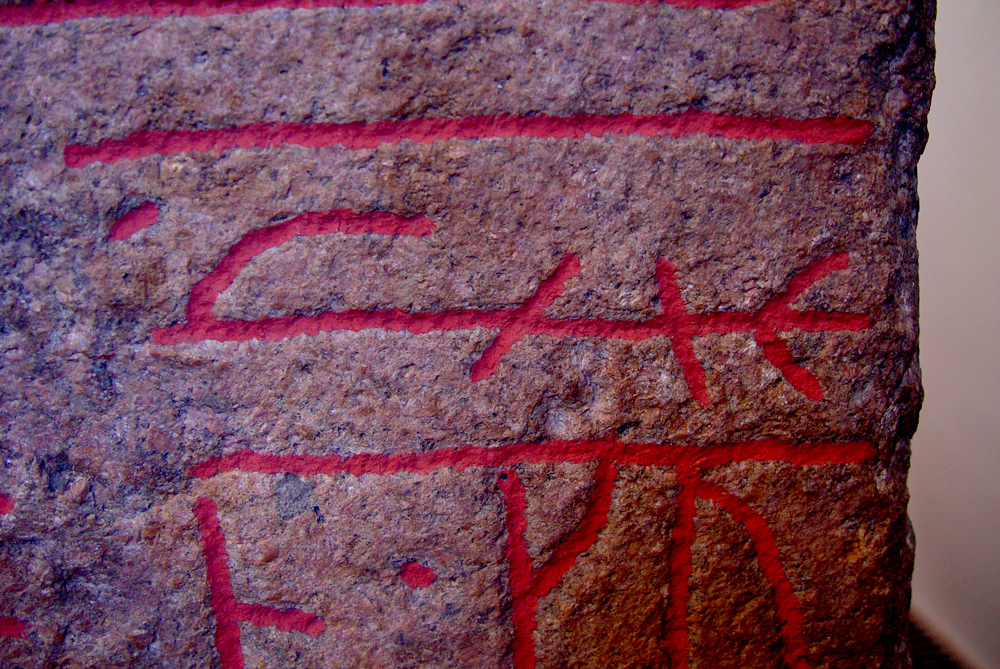
Una runa legata per la parola runaʀ sulla pietra runica di Sønder Kirkeby in Danimarca.
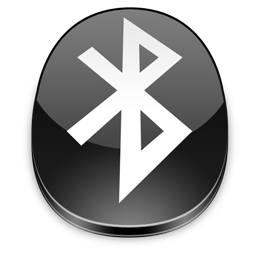
Logo del Bluetooth (runa legata del XXI secolo di haglaz, , e berkanan, ).